# Schattwald
Schattwald – gmina w Austrii, w kraju związkowym Tyrol, w powiecie Reutte. Według Austriackiego Urzędu Statystycznego liczyła 429 mieszkańców (1 stycznia 2015).